# Didier Cassegrain
Pour les articles homonymes, voir Cassegrain.
Didier Cassegrain est un dessinateur français de bande dessinée né le 16 décembre 1966 à Châteaudun, en Eure-et-Loir.

## Biographie
À la fin de la troisième, il s'oriente vers un lycée technique de dessin. Il entre d'abord dans une école de pub mais, peu satisfait, il intègre l'école des Gobelins, où il continue pendant deux ans sa formation en animation, puis travaille pour des séries télévisées chez France Animation. Il poursuit sa carrière aux Studios Disney de Montreuil durant un an, avant d'intégrer la société Story pendant deux ans où il rencontre Fred Blanchard et Olivier Vatine qui le poussent tous deux à faire de la bande dessinée. De cette rencontre naît Tao Bang, récit du genre heroic fantasy. Par la suite, avec Fred Duval au scénario, Cassegrain fait partie des illustrateurs de Carmen+Travis : Les récits, Vol. 2 et, toujours pour Duval, il dessine les cinq albums de la série de science-fiction Carmen Mc Callum - Code Mc Callum  entre 2006 et 2009. Avec Scotch Arleston, Cassegrain publie en 2011 un one shot d'heroic fantasy : L'heure de la Gargouille ; la même année, cette fois sur un scénario de Sébastien Latour, le dessinateur sort le quatrième et dernier volume de Spyder. Vatine et Dav lui confient le dessin de Larh-Don: Fils de l'âge Bête, publié en 2012 ; il s'agit cette fois d'un registre humoristique. Cassegrain collabore ensuite avec Yann pour une adaptation du roman de  Stefan Wul, Piège sur Zarkass, publiée en trois volumes entre 2013 et 2014.
Avec Fred Duval, il réalise une adaptation du roman policier Nymphéas Noirs de Michel Bussi ; l'intrigue, qui a lieu à Giverny, s'étale de 1926 et 2010. L'album paraît en janvier 2019. Le dessinateur, qui a passé dix-huit mois à élaborer l'ouvrage, y emploie un « dessin en couleur directe à l'acrylique ». Le Vif décrit son travail comme « un dessin classique mais efficace, jouant sur les lumières et les transparences ». L'artiste s'est efforcé de prendre ses distances avec Claude Monet, créateur des Nymphéas. Le traitement de Cassegrain un accueil critique positif dans des médias nationaux comme Le Figaro, Le Monde, L'Express, ainsi que dans la communauté des bédéphiles, comme BoDoï, BD Zoom, BD Gest.
Ils poursuivent leur collaboration en adaptant à nouveau un roman de Michel Bussi, Ne lâche pas ma main, paru en 2023.

## Publications
- Tao Bang avec Olivier Vatine (scénario), Daniel Pecqueur (scénario), Fred Blanchard (dessin), Delcourt, coll. « Terres de Légendes »

1. Le septième cercle, 1999
2. L'île aux sirènes, 2005

- Code Mc Callum avec Fred Duval (scénario), Delcourt, coll. « Neopolis »

1. Londres, 2006
2. Spectre, 2007
3. Exil, 2008
4. Jungles, 2009
5. Mercenaire, 2009

- Spyder avec Sébastien Latour (scénario), Delcourt

4 . Chasse à l'homme, 2011
- L'heure de la Gargouille, avec Scotch Arleston (scénario) Soleil, coll. « Légendes de Troy »,  2011
- Larh-Don, Fils de l'âge Bête avec Olivier Vatine (scénario), Dav, (scénario), Soleil, 2012
- Piège sur Zarkass avec Yann, adapté du roman de  Stefan Wul, Piège sur Zarkass

1. Une chenille pour deux, 2013
2. New Pondichery mon amour, 2013
3. Gaïa, go home, 2014

- Nymphéas noirs, scénario de Fred Duval d'après le roman éponyme de Michel Bussi, Dupuis, janvier 2019
- Conan le Cimmérien, tome 7 : Les clous rouges[15] (dessin et couleurs), scénario Régis Hautière, storyboard Olivier Vatine, Glénat, septembre 2019  (ISBN 978-2-344-00762-4)
- Ne lâche pas ma main, scénario de Fred Duval d'après le roman éponyme de Michel Bussi, Dupuis, juin 2023

## Récompenses culturelles
- 2019 : Éléphant d'or du meilleur album au Festival international de la bande dessinée de Chambéry, avec Fred Duval, pour Les Nymphéas noirs[16].